# Maître de la Vraie Cronicque descoce
Le Maître de la Vraie Cronicque descoce désigne par convention un enlumineur actif entre les années 1460 et 1480 à Bruges. Il doit son nom à sa miniature dans un manuscrit consacré à l'histoire des relations entre la France et l'Angleterre et contenant une Chronique consacrée à l'histoire de l'Écosse. Il s'agit d'un très proche collaborateur de l'enlumineur Willem Vrelant et qui a perpétué l'activité de son atelier après sa mort.

## Éléments biographiques

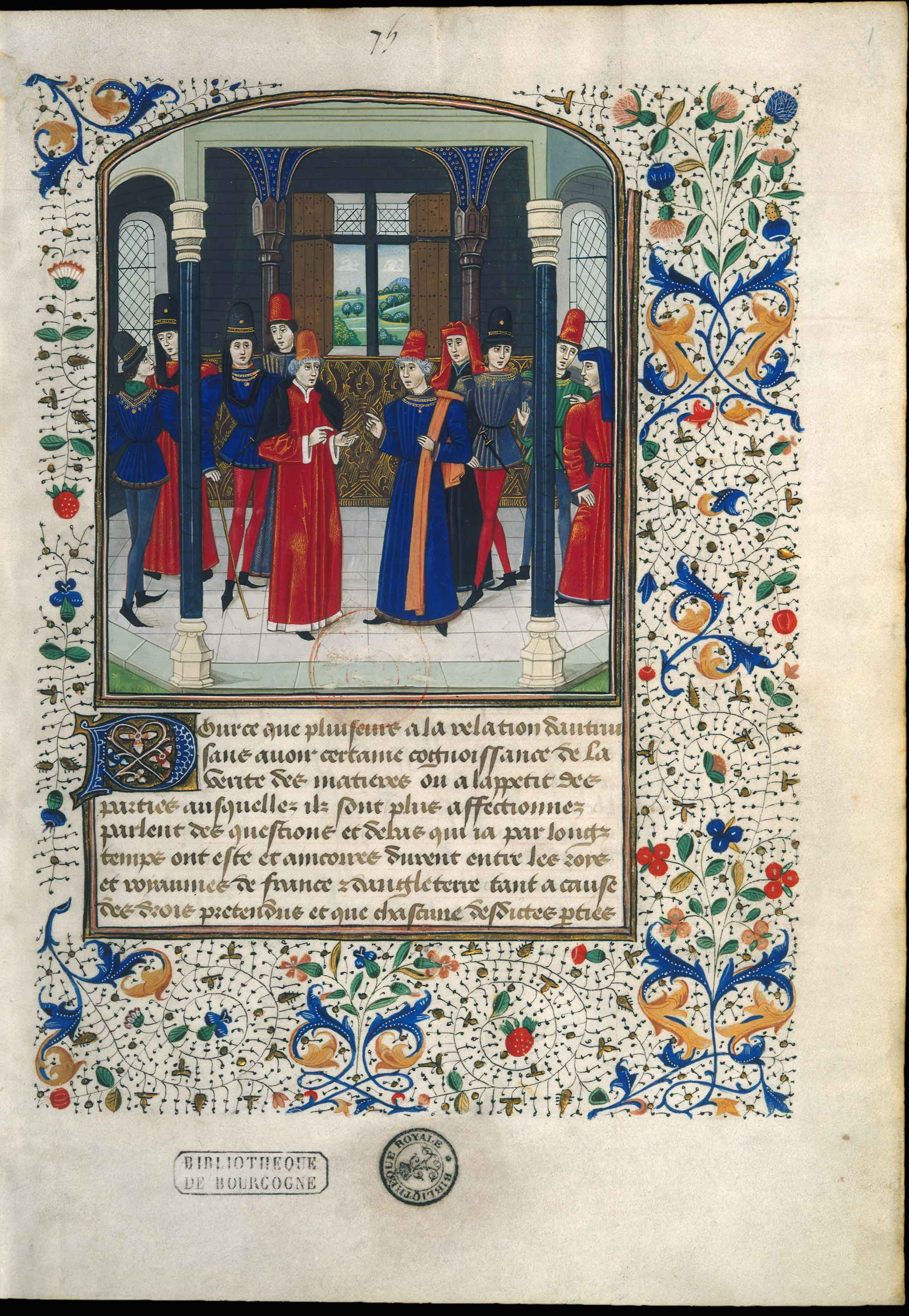
Une conférence de diplomates, Vraie Cronicque descoce, KBR, Ms.9469, f.1r.

Bernard Bousmanne, conservateur du département des manuscrits de la Bibliothèque royale de Belgique est le premier en 1997 à attribuer à cet artiste ce nom de convention d'après un manuscrit contenant le texte de la Justification de la France contre l'Angleterre et la Vraie Cronicque descoce (BRB, Ms.9469-9470). L'historienne de l'art américaine Jean Caswell, dans une étude consacrée à Willem Vrelant en 1993, y indiquait qu'il s'agissait de deux artistes distingués sous les noms de « Saint Andrew Master » et « Wildflower Master » avant qu'ils ne soient finalement réunis sous un seul nom. Cette attribution fait désormais consensus, même s'il est encore parfois appelé Maître des Textes polémiques.
Deux types de productions se distinguent chez cet artiste installé à Bruges. Il a tout d'abord travaillé étroitement avec Willem Vrelant au sein de son atelier, à tel point qu'il a contribué à certaines des miniatures du maître en participant à la réalisation des personnages secondaires par exemple. Il possède aussi une production autonome du maître avec des manuscrits réalisés seuls, dès les années 1460. Il collabore aussi à cette occasion notamment avec le copiste brugeois Johannes Aveloos. Il continue aussi à travailler après la mort de Vrelant, dans les années 1480. Selon Anne Van Buren, il pourrait être identifié à la femme de Vrelant, Marie Vrelant, dont la présence dans la confrérie Saint-Jean-l'évangéliste de Bruges réunissant les métiers du livre, est attestée après la mort de son mari vers 1478-1481.

## Style
Son style est très proche de celui de Willem Vrelant mais il s'en distingue par des personnages moins aboutis, plus raides, aux attitudes répétitives. Leurs visages montrent fréquemment les mêmes traits tristes. Les carnations, les modelés et les drapés restent très sommaires, par rapport à son maître.
La palette et la technique utilisées par les deux artistes dans les enluminures du deuxième volume des Chroniques de Hainaut (KBR, Ms. 9243) ont pu être comparées au moyen d’imageries multispectrales et de spectroscopies de réflectance. Les scientifiques de KBR ont ainsi identifié un bon nombre des pigments employés conjointement, tout en montrant la complexité des couches picturales des carnations peintes par Willem Vrelant.

## Œuvres attribuées

### Collaborations avec Willem Vrelant
- Chroniques de Hainaut, exemplaire pour Philippe le Bon, second volume, Bibliothèque royale de Belgique, Ms.9243
- Miroir d'humilité de Jean Gerson, Bibliothèque municipale de Valenciennes, Ms.240
- Livre des conquestes et faits d'Alexandre, Petit Palais, Ms. Dutuit 456
- Légende dorée en cinq volumes, Morgan Library and Museum, New York, M.672-675 et bibliothèque municipale de Mâcon, Ms.3
- Fleur des histoires de Jean Mansel, 2 volumes, Bibliothèque de Genève, Ms.Fr.64
- Vie de sainte Catherine, de Jean Miélot pour Philippe le Bon, Bibliothèque nationale de France, Fr.6449
- Histoire universelle, Walters Art Museum, Baltimore, W.307

### Manuscrits autonomes
- Justification de la France contre l'Angleterre et Vraie Cronicque descoce, destiné à Philippe le Bon, vers 1464-1467, 1 miniature, BRB, Ms.9469-9470
- Justification de la France contre l'Angleterre et Vraie Cronicque descoce, destiné à Louis de Gruuthuse, BNF, Fr.5058
- Chroniques des comtes de Hollande et des évêques d'Utrecht, destiné à Philippe le Bon, vers 1470, BNF, fr.9002
- Dits moraux des philosophes de Guillaume de Tignonville, BRB, Ms.9545-9546
- Postilla super vetus Testamentum de Nicolas de Lyre, Morgan Library, M.535
- Recueil de traités astrologiques destiné à Raphaël de Mercatellis et Johannes de Veris, Bibliothèque de l'université de Gand, Ms.5
- Recueil de traités astrologiques destiné à Raphaël de Mercatellis, abbé de Saint-Bavon de Gand, vers 1484-1487, Bibliothèque de l'université de Gand, Ms.2